# Pinehurst, Georgia
Pinehurst är en ort i Dooly County i Georgia. Vid 2020 års folkräkning hade Pinehurst 309 invånare.